# آلن الیور
آلن الیور (انگلیسی: Allen Oliver؛ زادهٔ ۸ سپتامبر ۱۹۲۴؛ ۸ سپتامبر ۱۹۲۴ – آوریل ۲۰۲۴) بازیکن فوتبال اهل بریتانیا بود.
از باشگاه‌هایی که در آن بازی کرده‌است می‌توان به باشگاه فوتبال دربی کانتی، باشگاه فوتبال استوک‌پورت کانتی، باشگاه فوتبال اشینگتون، و باشگاه فوتبال گیتزهد اشاره کرد.